# Marie-Joséphine Souham
Marie-Joséphine Souham, est une personnalité française née le 20 décembre 1801 à Lubersac et morte le 30 juin 1889 à Versailles. Elle est la fille du général Souham, comte d’Empire et la belle-fille du maréchal Ney.

## Biographie
Marie-Joséphine Souham, née à Lubersac le 20 décembre 1801 est la fille du général Joseph Souham, comte d’Empire et d’Anne Rosalie Desperiez. Selon une tradition familiale en faveur de laquelle il n'y a aucune preuve, sinon une ressemblance dans des portraits, elle aurait eu pour père Napoléon qui aurait eu une liaison avec sa mère alors qu'il était premier consul.
Elle grandit à Saint-Germain-les-Belles en Haute-Vienne où son père achète en 1808 la maison de La Gourgauderie.
Elle épouse le 23 septembre 1823 Amédée Bourdon baron de Vatry, fils du baron Marc-Antoine Bourdon de Vatry, ancien ministre de la Marine dont elle a un fils Edgar (1828-1891), lieutenant-colonel d'infanterie.

Veuve en 1831, elle épouse en 1833 Michel-Louis Félix Ney, 2d duc d’Elchingen, fils cadet du maréchel Ney, dont Michel (1835), 3e duc d'Elchingen et Louise-Hélène, mariée en 1860 au prince Nicolas Bibesco.
Veuve pour la seconde fois en 1854, elle meurt le 30 juin 1889 à Versailles à l’âge de 87 ans.
Elle devint très proche d’Hélène de Mecklembourg-Schwerin, épouse du duc d'Orléans, fils aîné du roi Louis Philippe  qui désapprouvait cette amitié.